# PGC 40026
LEDA/PGC 40026 ist eine Balken-Spiralgalaxie vom Hubble-Typ SBbc im Sternbild Coma Berenices am Nordsternhimmel, die schätzungsweise 51 Millionen Lichtjahre von der Milchstraße entfernt ist. Gemeinsam mit 18 weiteren Galaxien bildet sie die NGC 4274-Gruppe (LGG 279).